# Team Sun Hung Kai/Scallywag

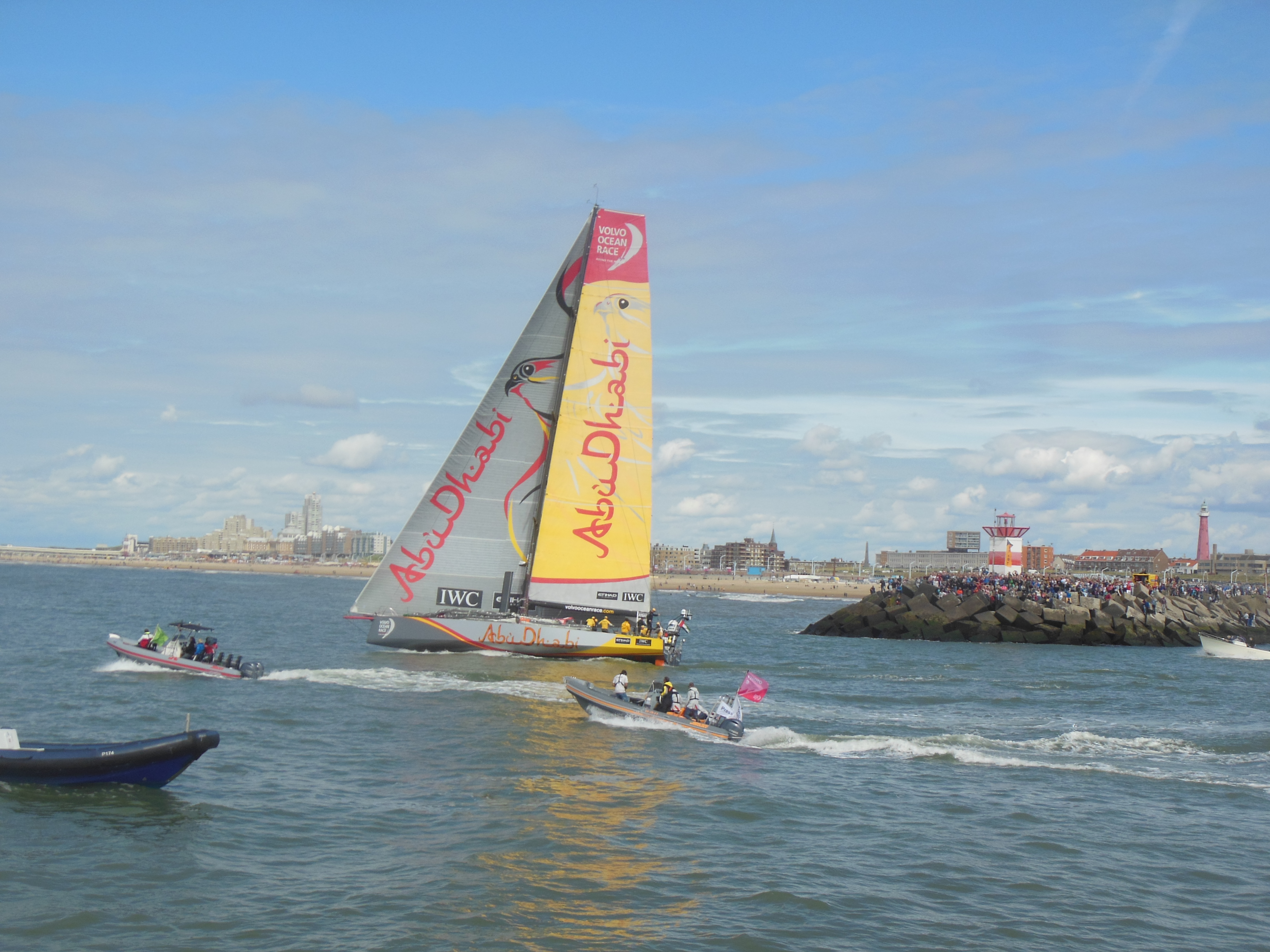
Azzam En 2015

Team Sun Hung Kai/Scallywag es un velero de competición VO65, ganador de la Volvo Ocean Race 2014-15, con el nombre de Azzam, para el equipo Abu Dhabi Ocean Racing, patroneado por Ian Walker. Para la siguiente edición el barco fue renombrado como Team Sun Hung Kai/Scallywag y patroneado por David Witt.
Azzam fue botado el día 5 de marzo de 2014 en el muelle  de Southampton. Fue construido en Green Marine en Hythe, Reino Unido.

## Tripulación 2017-18
| Posición                       | Nombre              | Participación en las etapas | Participación en las etapas | Participación en las etapas | Participación en las etapas | Participación en las etapas | Participación en las etapas | Participación en las etapas | Participación en las etapas | Participación en las etapas | Participación en las etapas | Participación en las etapas |
| ------------------------------ | ------------------- | --------------------------- | --------------------------- | --------------------------- | --------------------------- | --------------------------- | --------------------------- | --------------------------- | --------------------------- | --------------------------- | --------------------------- | --------------------------- |
| Posición                       | Nombre              | 1                           | 2                           | 3                           | 4                           | 5                           | 6                           | 7                           | 8                           | 9                           | 10                          | 11                          |
| Patrón                         | David Witt          | Sí                          | Sí                          | Sí                          | Sí                          | Sin cambios                 | Sí                          | Sí                          | Sí                          | Sí                          | Sí                          | Sí                          |
| Tripulante                     | Annemieke Bes       | Sí                          | Sí                          | Sí                          | Sí                          | Sin cambios                 | Sí                          | Sí                          | Sí                          | Sí                          | Sí                          | Sí                          |
| Proa                           | Ben Piggott         | Sí                          | Sí                          | Sí                          | Sí                          | Sin cambios                 | Sí                          | Sí                          | Sí                          | Sí                          | Sí                          | Sí                          |
| Tripulante                     | Alex Gough          | Sí                          | Sí                          | Sí                          | Sí                          | Sin cambios                 | Sí                          | Sí                          | Sí                          | Sí                          | Sí                          | Sí                          |
| Navegante                      | Libby Greenhalgh    | No                          | No                          | No                          | Sí                          | Sin cambios                 | Sí                          | Sí                          | Sí                          | Sí                          | Sí                          | Sí                          |
| Tripulante                     | Trystan Seal        | No                          | No                          | No                          | Sí                          | Sin cambios                 | Sí                          | Sí                          | Sí                          | Sí                          | Sí                          | Sí                          |
| Navegante                      | António Fontes      | No                          | No                          | Sí                          | No                          | Sin cambios                 | Sí                          | Sí                          | Sí                          | Sí                          | Sí                          | Sí                          |
| Jefe de Guardia                | Luke Parkinson      | Sí                          | Sí                          | Sí                          | Sí                          | Sin cambios                 | No                          | No                          | Sí                          | Sí                          | Sí                          | Sí                          |
| Tripulante                     | Jack Macartney      | No                          | No                          | No                          | No                          | Sin cambios                 | No                          | No                          | No                          | No                          | Sí                          | Sí                          |
| Tripulante                     | Peter Cumming       | No                          | No                          | No                          | No                          | Sin cambios                 | No                          | No                          | Sí                          | Sí                          | No                          | No                          |
| Tripulante                     | Tom Braidwood       | No                          | No                          | No                          | No                          | Sin cambios                 | No                          | Sí                          | No                          | No                          | No                          | No                          |
| Tripulante                     | John Fisher         | Sí                          | Sí                          | Sí                          | Sí                          | Sin cambios                 | Sí                          | Sí                          | No                          | No                          | No                          | No                          |
| Tripulante                     | Grant Wharington    | No                          | No                          | No                          | Sí                          | Sin cambios                 | Sí                          | No                          | No                          | No                          | No                          | No                          |
| Tripulante                     | Tom Clout           | Sí                          | Sí                          | Sí                          | No                          | Sin cambios                 | No                          | No                          | No                          | No                          | No                          | No                          |
| Navengante                     | Steve Hayles        | Sí                          | Sí                          | No                          | No                          | Sin cambios                 | No                          | No                          | No                          | No                          | No                          | No                          |
| Tripulante                     | Marcus Ashley Jones | No                          | No                          | No                          | No                          | Sin cambios                 | No                          | No                          | No                          | No                          | No                          | No                          |
|                                |                     |                             |                             |                             |                             |                             |                             |                             |                             |                             |                             |                             |
| Número de tripulantes a bordo: | 8                   | 8                           | 8                           | 9                           | Sin cambios                 | 9                           | 9                           | 9                           | 9                           | 9                           | 9                           |                             |
|                                |                     |                             |                             |                             |                             |                             |                             |                             |                             |                             |                             |                             |
| Reportero a bordo              | Richard Edwards     | No                          | No                          | No                          | No                          | Sin cambios                 | No                          | No                          | Sí                          | Sí                          | No                          | No                          |
| Reportero a bordo              | Jeremie Lecaudey    | Sí                          | No                          | No                          | No                          | Sin cambios                 | Sí                          | No                          | No                          | No                          | No                          | No                          |
| Reportero a bordo              | Konrad Frost        | No                          | Sí                          | Sí                          | Sí                          | Sin cambios                 | No                          | Sí                          | No                          | No                          | Sí                          | Sí                          |

## Tripulación 2014-15
- Ian Walker (patrón)[10]
- Simon Fisher (navegante)
- Phil Harmer/Neal McDonald (trimer y helmsman)[11]
- Roberto Bermúdez de Castro (trimer y helmsman)
- Adil Khalid (trimer y helmsman)
- Justin Slattery (bowman, trimer y helmsman)
- Daryl Wislang (pitman y capitán del barco)
- Roberto Bermúdez (trimer y helmsman)
- Luke Parkinson (bowman y helmsman)
- Mate Knighton (reportero a bordo)